# Алмодовар дел Рио
Алмодовар дел Рио (на испански: Almodóvar del Río) е населено място и община в Испания. Намира се в провинция Кордоба, в състава на автономната област Андалусия. Общината влиза в състава на района (комарка) Вале Медио дел Гуадалкивир. Заема площ от 174 km². Населението му е 7916 души (по преброяване от 2010 г.). Разстоянието до административния център на провинцията е 22 km.

## Демография
| 1996 | 1998 | 1999 | 2000 | 2001 | 2002 | 2003 | 2004 | 2005 | 2006 |
| ---- | ---- | ---- | ---- | ---- | ---- | ---- | ---- | ---- | ---- |
| 7237 | 7155 | 7144 | 7013 | 6978 | 7079 | 7123 | 7324 | 7420 | 7487 |